# Ehrenmedaille für das Zollwesen (Niger)
Die Ehrenmedaille für das Zollwesen (französisch Médaille d’honneur de douanes) ist eine staatliche Auszeichnung Nigers im Bereich des Zollwesens.

## Zweck, Geschichte und Verleihungspraxis
Mit der Ehrenmedaille sollen Personen ausgezeichnet werde, die sich durch Loyalität oder Mut im Dienst der Zollverwaltung hervorgetan haben, unabhängig davon, ob es sich dabei um Angestellte der Zollverwaltung handelt oder nicht. Sie hat nur eine Ordensstufe.
Die Auszeichnung wurde am 18. März 1966 geschaffen. Ihre Verwaltung obliegt dem Großkanzler der Nationalorden.
Für die Empfänger einer Ehrenmedaille für das Zollwesen gilt ein Mindestalter von 35 Jahren. Die Verleihungen finden in der Regel am Nationalfeiertag am 3. August und am Tag der Republik am 18. Dezember durch den Staatspräsidenten in seiner Eigenschaft als Großmeister der Nationalorden statt. Jedes Jahr dürfen nicht mehr als fünf Ehrenmedaillen für das Zollwesen vergeben werden.

## Gestaltung und Trageweise
Die Auszeichnung besteht aus einer Medaille am Band, einer Anstecknadel, einer Bandschnalle und einer Urkunde, die vom Großkanzler unterzeichnet und vom zuständigen Minister gegengezeichnet wurde.
Die runde Medaille besteht aus Bronze. Auf der Vorderseite sind eine Sonne aus vergoldeter Bronze sowie zwei Schwerter und ein Pfeil aus Silberbronze angebracht. Auf dem erhabenen Rand steht der Schriftzug Médaille d’Honneur des Douanes Nigériennes (Ehrenmedaille des nigrischen Zolls). Auf der Rückseite ist in der Mitte das nigrische Staatsmotto Fraternité – Travail – Progrès (Brüderlichkeit – Arbeit – Fortschritt) zu lesen, umgeben von der Aufschrift Courage au Service de l’Administration des Douanes (Mut im Dienst der Zollverwaltung).
Die Medaillen werden auf der linken Seite in Brusthöhe getragen.

## Bekannte Träger (Auswahl)
- Ibrahim Yacouba (* 1971), Politiker, Gewerkschafter und Sportfunktionär